# Římskokatolická farnost Rozhraní
Římskokatolická farnost Rozhraní je územní společenství římských katolíků s farním kostelem Povýšení svatého Kříže. Farnost je součástí boskovického děkanství v rámci brněnské diecéze. Do farnosti patří obce Rozhraní, Stvolová a Študlov.

## Historie farnosti
Farní kostel Povýšení svatého Kříže byl v Bradlném dostavěn roku 1787. Samostatná duchovní správa byla zřízena v roce 1791 a trvala až do roku 1971. K farnosti Bradlné byly přifařeny okolní obce Rozhraní, Vilémov, Študlov, Stvolová, Skřib, Vlkov a Skrchov. Od roku 1971 je farnost spravována excurrendo z Letovic. V roce 1973 byl změněn s povolením církevních i státních úřadů název farnosti z Bradlné na Rozhraní.

## Duchovní správci
Administrátorem excurrendo byl od srpna 2010 do října 2014 P. ThLic. Jan Bezděk z farnosti Letovice, od 1. prosince 2014 jím byl R. D. Mgr. Tomáš Mikula z téže farnosti. Toho k 1. srpnu 2019 vystřídal R.D. Mgr. Jiří Brtník rovněž z Letovic.

## Bohoslužby
| Kostel                          | Místo    | Bohoslužba (den) | Hodina      | Poznámka     |
| ------------------------------- | -------- | ---------------- | ----------- | ------------ |
| Povýšení svatého Kříže          | Bradlné  | neděle čtvrtek   | 11:00 17:45 | farní kostel |
| kaple Panny Marie Karmelské     | Študlov  |                  |             | kaple        |
| kaple svatého Cyrila a Metoděje | Stvolová |                  |             | kaple        |

## Aktivity ve farnosti
Ve farnosti se každoročně koná tříkrálová sbírka. V roce 2014 se při ní vybralo 7 700 korun,o rok později pak 8 298 korun. V roce 2017 dosáhl výtěžek sbírky v Rothraní 6 648 korun.
V roce 2012 se zde poprvé konaly akce Noci kostelů.